# Kerim Kerimov
Generallöjtnant Kerim Aliyevich Kerimov (ryska: Керим Алиевич Керимов), född 14 november 1917 i Baku, Azerbajdzjan, död 29 mars 2003 i Moskva, Ryssland, var en sovjetisk ingenjör av azerbajdzjansk härkomst. Han anses vara en av de många forskarna och grundarna av Sovjetunionens rymdprogram, och i många år en central aktör inom detta. Trots sin betydande roll hölls hans identitet hemlig för allmänheten under större delen av hans karriär. Han var en av de ledande arkitekterna bakom kedjan av sovjetiska framgångar som överväldigade världen från slutet av 1950-talet, från lanseringen av den första satelliten, Sputnik 1 1957, och den första mänskliga rymdflygningen, Jurij Gagarins 108-minuters resa runt jorden ombord på Vostok 1 1961, till den första helautomatiska rymddockningen, av Cosmos 186 och Cosmos 188 1967, och de första rymdstationerna, Saljut och Mir-serien från 1971 till 1991.

## Biografi
Kerim Kerimov föddes i en ingenjörsfamilj i Azerbajdzjan, som då var en del av Ryska republiken. Efter examen från Azerbajdzjans industriinstitut 1942 fortsatte Kerimov sin utbildning vid Dzerzhinsky Artilleri-akademi, där han satsade på att konstruera och utveckla raketsystem. 
Som expert på raketteknik, arbetade han under andra världskriget med inspektion och godkännande av den berömda katyusha-raketen. Hans arbete hedrades med orden Röda Stjärnan. Kerimov var inblandad i sovjetisk aeronautik sedan starten. Efter andra världskriget arbetade han på det sovjetiska interkontinentala ballistiska missilprogrammet och stod 1960 i ledningen för det tredje direktoratet för Sovjetunionens generaldirektorat för missilvapen (GURVO) som övervakade hemliga provuppskjutningar. Tillsammans med andra raketexperter, skickades han till Tyskland 1946 för att samla information om den tyska V2-raketen.
År 1964 blev Kerimov chef för den nybildade centralstyrelsen för rymdstyrkorna (TsUKOS) i Sovjetunionen. Efter Sergei Korolevs död 1966 utsågs han till ordförande för statskommissionen för bemannat rymdflyg och ledde den i 25 år (1966-1991). Han övervakade varje stadium av utveckling och drift av såväl bemannade rymdkomplex som obemannade interplanetära stationer för den tidigare Sovjetunionen. Kerimov var också chef för Chief Directorate of Ministry of General Machine Building 1965-1974, som var engagerat i framtagningen av raketsystem.
Efter sin avgång 1991 var Kerimov konsult till rymdflygskontrollcentralen för den ryska federala rymdorganisationen och skrev Vägen till rymden, en historia om det sovjetiska rymdprogrammet. För sina insatser belönades han med utmärkelserna hjälte av socialistiskt arbete, mottagare av Stalinpriset, Lenin-priset och Sovjetunionens statspriser samt utnämndes till generallöjtnant i Sovjetunionens armé.

### Allmänna källor
- The Independent. Obituary: Lt-Gen Kerim Kerimov.
- "Behind Soviet Aeronauts: Interview with General Karim Karimov," Azerbaijan International, Vol. 3:3 (Autumn 1995), pp. 34–37, 82.
- Biography of Kerim Kerimov (In Russian)
- Encyclopædia Britannica. Kerim Kerimov, or Kerim Aliyevich Kerimov (Azerbaijani scientist)